# Asterinidae
Asterinidae es una familia de equinodermos asteroideos del orden Valvatida. Agrupa a 22 géneros de estrellas de mar.

## Descripción y características
]

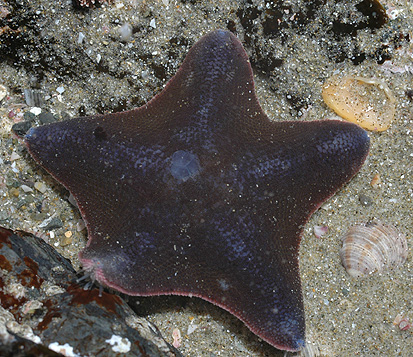
Patiriella regularis, Mangawhai Heads, Auckland, Nueva Zelanda. [¡Las coordenadas de ubicación de la cámara no son para Mangawhai Heads!

Generalmente se trata de estrellas de mar pequeñas, aplanadas dorsalmente y con brazos muy cortos, que a menudo dan una forma pentagonal al cuerpo; ejemplo: Asterians rubens (excepto en algunas especies que poseen más de cinco brazos). La periferia del cuerpo es delgada y está formada por diminutas placas marginales indistintas. Se caracterizan por su cara aboral formada por placas en forma de media luna, dando en ocasiones un aspecto "tejido" a la piel.
Las especies abisales pueden ser de mayor tamaño, como las del género Anseropoda, que pueden superar los 45 cm de diámetro.

## Biología
La mayoría de las especies son pequeñas y relativamente crípticas: a menudo se encuentran escondidas debajo de rocas o en grietas, por ejemplo. Varias especies tienen acceso a una reproducción asexual fisípara, multiplicando su potencial reproductivo. Por esa razón, algunas especies de los géneros Meridiastra y Aquilonastra pueden aparecer en ocasiones de forma espontánea en acuarios, donde pueden proliferar a partir de una sola larva importada inadvertidamente. Algunas especies pueden empollar a sus crías (que por lo tanto no pasan por una etapa larvaria planctónica), como Asterina pancerii.
La mayoría de las especies se alimentan de fragmentos de alimento y de un manto de algas o bacterias que cubren el sustrato, evaginando su estómago con la comida (modo de alimentación frecuente en las estrellas de mar). Sin embargo, algunas especies como Stegnaster inflatus aprovechan su forma palmeada para formar una "trampa" levantándose en la punta de sus brazos, y cayendo repentinamente sobre una presa que habría creído encontrar refugio allí. .
Se pueden encontrar en casi todos los mares del mundo, desde los abismos hasta la superficie y desde los polos hasta los trópicos.

## Géneros
Esta familia comprende alrededor de 21 géneros y 116 especies según O'Loughlin & Waters (2004),  mientras que la base de datos mundial de Asteroidea afirma que incluye 150 especies en 25 géneros.
- Ailsastra O'Loughlin & Rowe, 2005
- Anseropoda Nardo, 1834
- Aquilonastra O'Loughlin in O'Loughlin & Waters, 2004
- Asterina Nardo, 1834
- Asterinides Verrill, 1913
- Callopatiria Verrill, 1913
- Cryptasterina Dartnall, Byrne, Collins & Hart, 2003
- Disasterina Perrier, 1875
- Indianastra O'Loughlin in O'Loughlin & Waters, 2004
- Kampylaster Koehler, 1920
- Meridiastra O'Loughlin, 2002
- Nepanthia Gray, 1840
- Paranepanthia Fisher, 1917
- Parvulastra O'Loughlin in O'Loughlin & Waters, 2004
- Patiria Gray, 1840
- Patiriella Verrill, 1913
- Pseudasterina Aziz and Jangoux, 1985
- Pseudonepanthia A.H. Clark, 1916
- Pseudopatiria O'Loughlin in O'Loughlin & Waters, 2004
- Stegnaster Sladen, 1889
- Tegulaster Livingstone, 1933
- Tremaster Verrill, 1880